# Géographie de l'Eure
Le département de l'Eure fait partie du Bassin parisien et consiste essentiellement en plateaux (campagnards ou bocagers) entaillés ou séparés par les vallées de la Seine et de plusieurs de ses affluents.

## Présentation
Le département de l'Eure est un pays de plaines, divisé en six plateaux distincts par les rivières qui les traversent en se dirigeant vers la Seine.
C'est le plus boisé de tous les départements normands (forêts de Lyons, de Bord-Louviers, d'Évreux, de Conches, de Montfort, de Beaumont-le-Roger, de Breteuil, etc.).
Le département n'a pas réellement de façade maritime, quelques communes étant situées sur l'estuaire de la Seine (Fiquefleur-Équainville, Fatouville-Grestain, Berville-sur-Mer).
La partie orientale, vers Gisors et Vernon, est largement tournée vers l'Île-de-France.

Paysages de l'Eure :
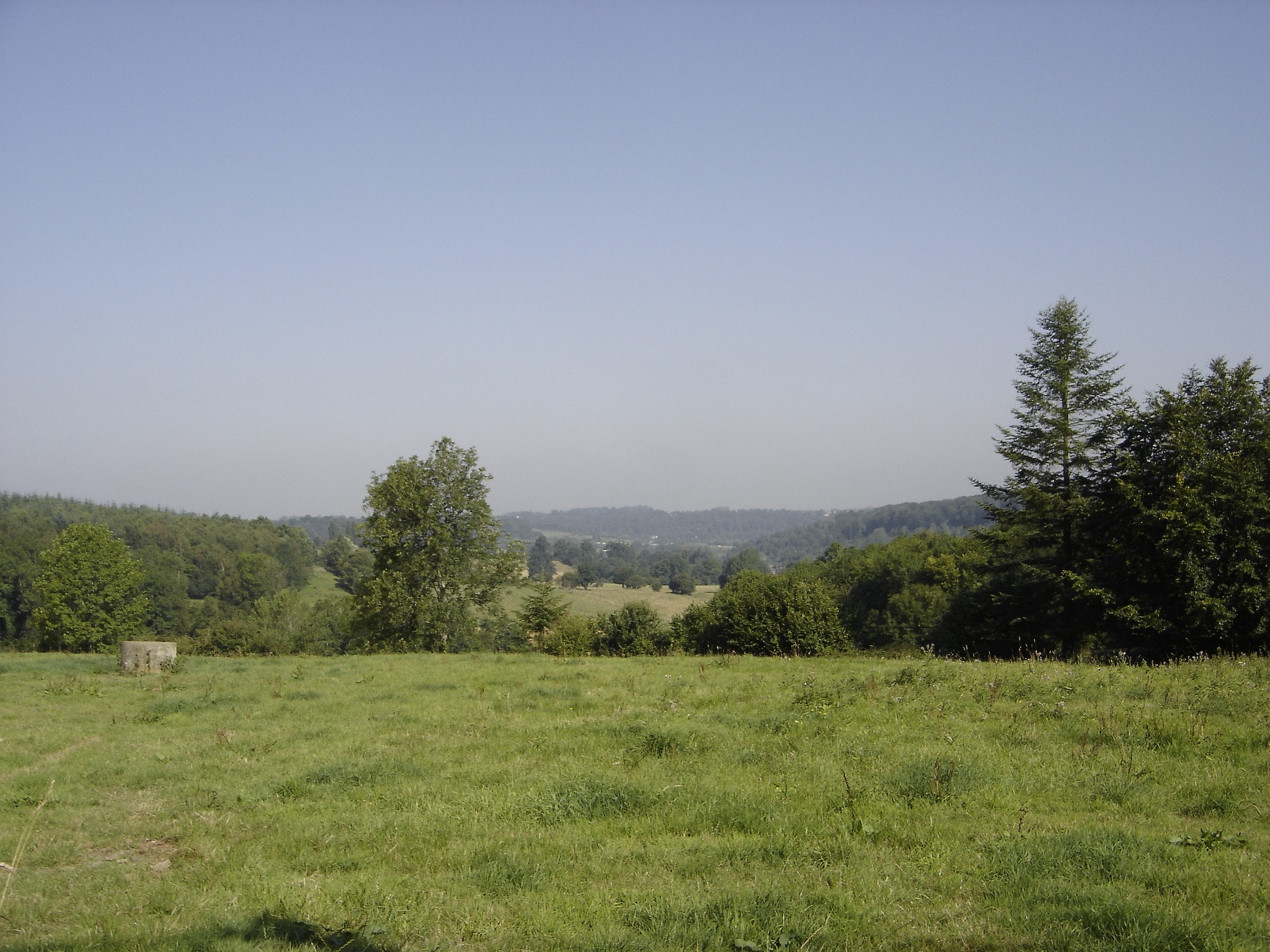
Paysage bocager du Lieuvin dans l'ouest.
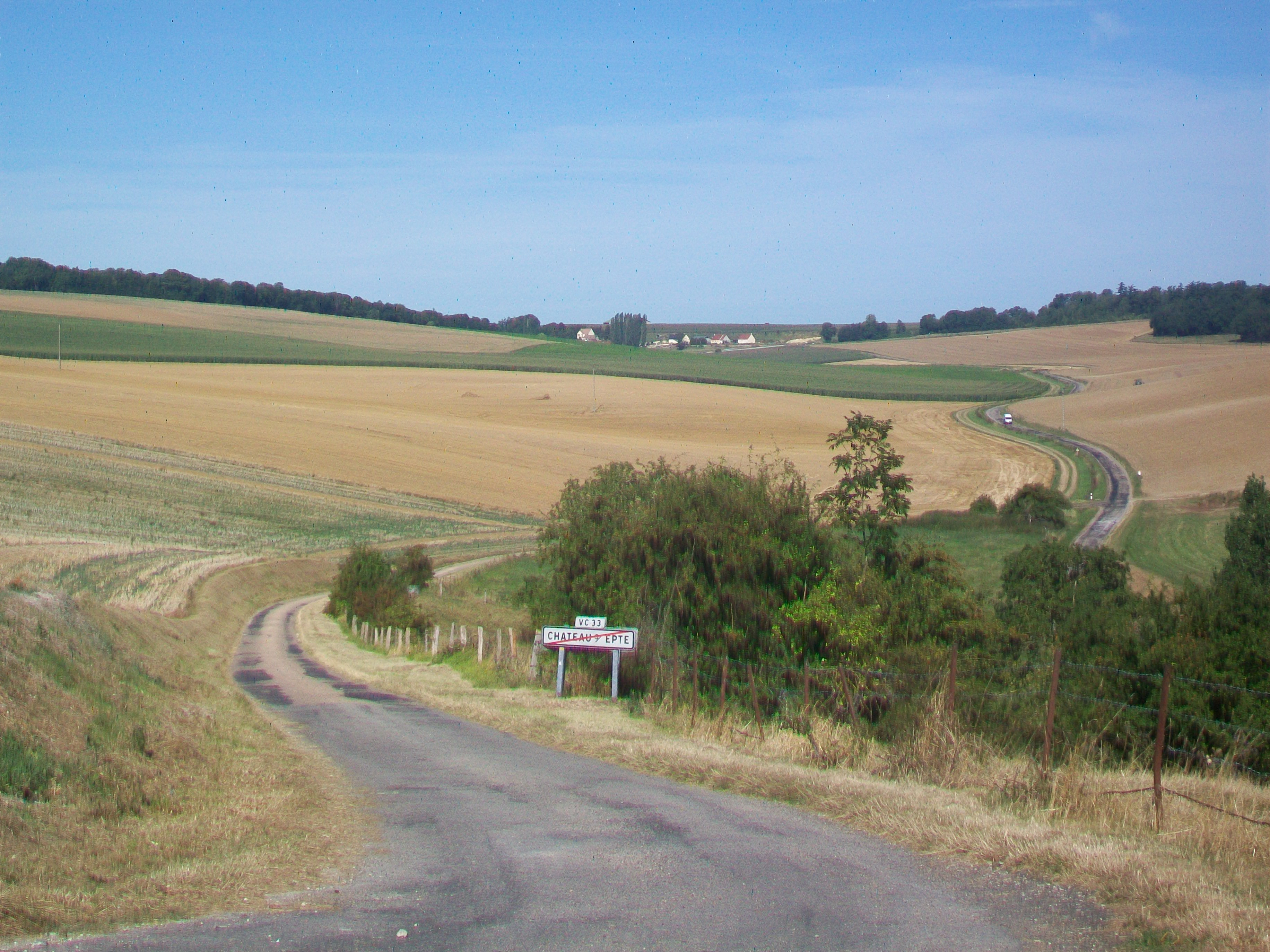
Paysage du Vexin bossu dans le nord-est.
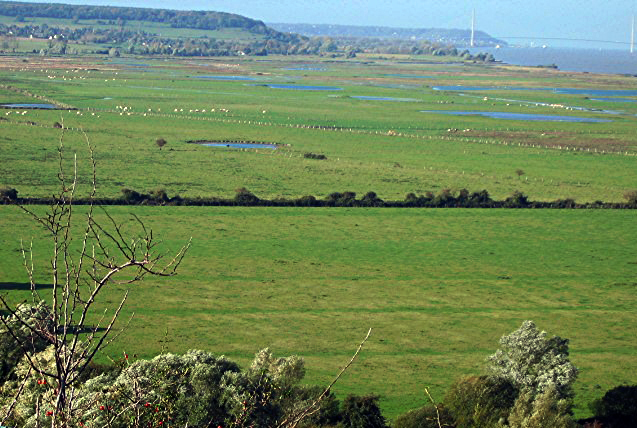
Le Marais-Vernier dans le nord-ouest.
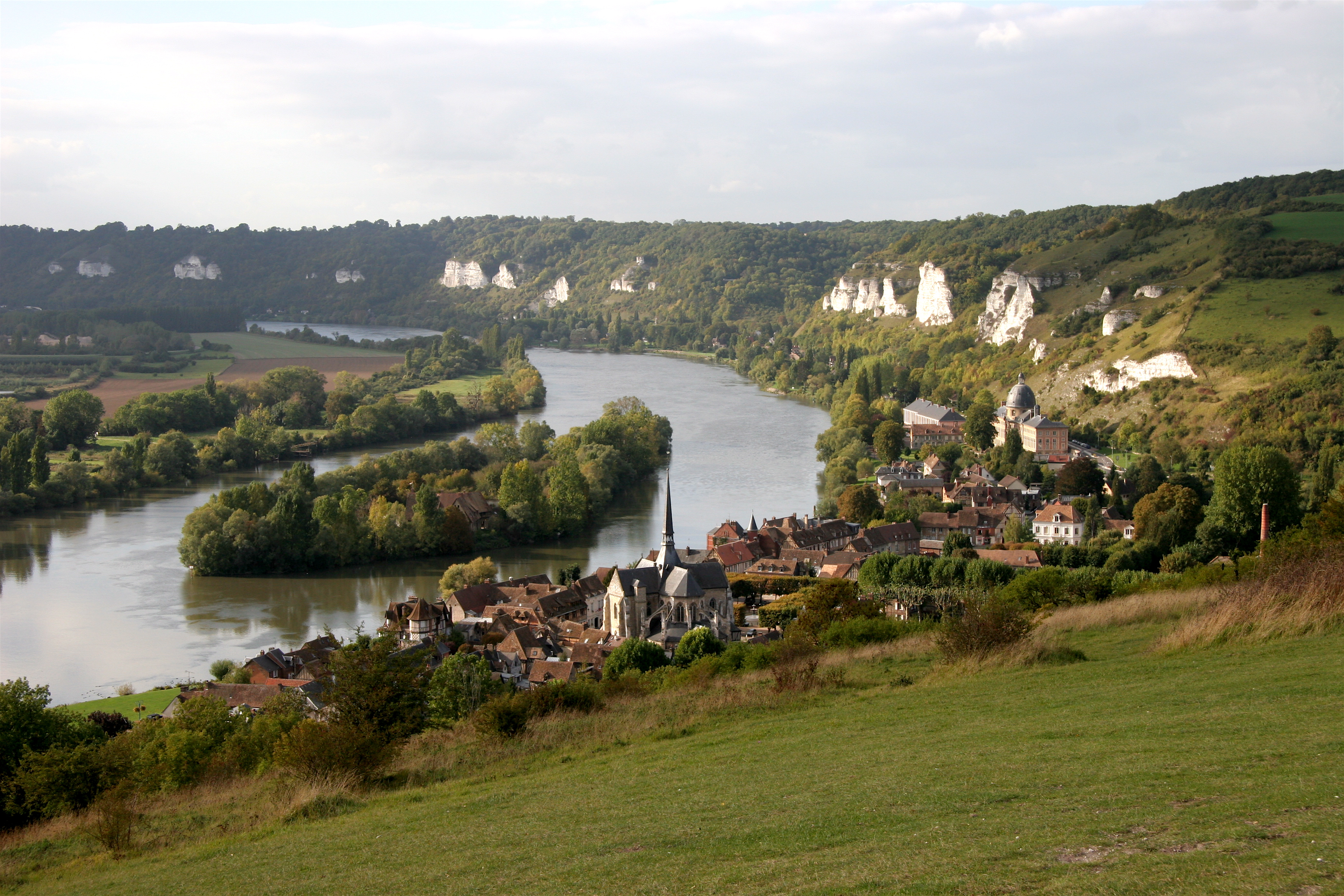
Les Andelys : vue depuis le Château-Gaillard, dans le nord-est.

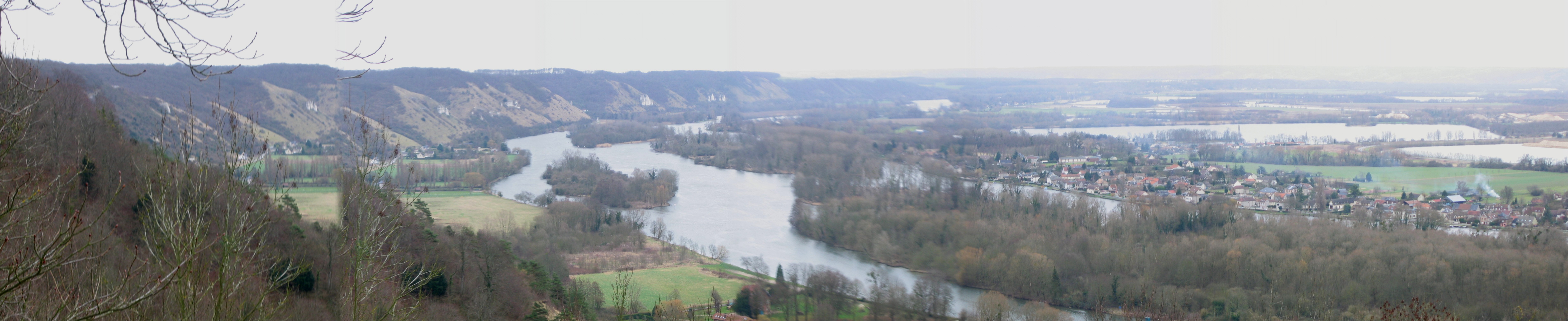
La côte des Deux-Amants dans le nord-est.

## Régions naturelles
Les régions naturelles qui s'y distinguent sont :
- le pays de Lyons-la-Forêt (265 km2), au nord-est, qui se prolonge en Seine-Maritime
- le Vexin normand (1 225 km2), nord-est du département
- le Vexin bossu (190 km2), nord-est du département
- la vallée de la Seine (410 km2)
- le plateau de Madrie (265 km2), entre Seine et Eure
- la campagne de Saint-André (1 245 km2), sud-est entre Eure et Iton
- le plateau du Neubourg (700 km2), au centre entre Risle et Iton
- le pays d'Ouche (875 km2), au sud-ouest, partagé avec l'Orne
- le Roumois (485 km2), au nord-ouest
- le Lieuvin (790 km2), à l'ouest
- le Marais-Vernier (70 km2), ancien méandre de la Seine près de son estuaire

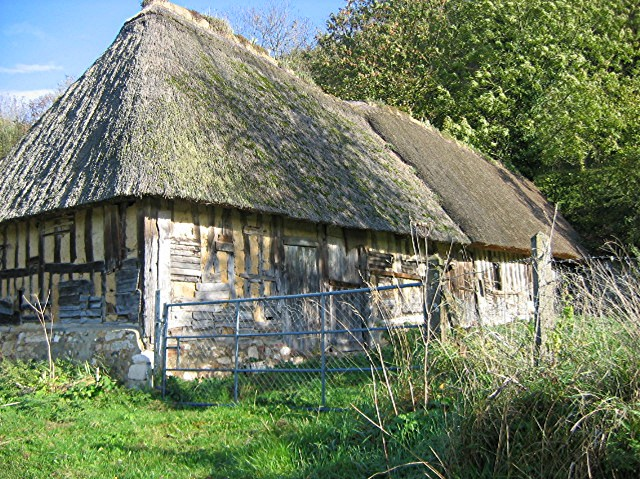
Le Marais-Vernier.

- un petit secteur (180 km2) du Pays d'Auge, partagé avec le Calvados et l'Orne
- un petit secteur (40 km2) du Perche, qui se continue en Eure-et-Loir.

## Relief
La hauteur moyenne est de 150 mètres. Les altitudes vont de 0 mètre (estuaire de la Seine à Fiquefleur-Équainville) à 248 m, point culminant du département dans le sud du pays d'Ouche.
Les paysages les plus spectaculaires sont probablement la vallée de la Seine aux environs des Andelys, au site du Château-Gaillard, et Marais Vernier avec la pointe de la Roque vers son embouchure.
Cependant les vallées de certaines rivières, outre la Seine, sont localement encaissées, et l'on a pu dire que le relief de l'Eure est un relief en creux.

### Les plateaux
Le département de l'Eure est constitué de six plateaux :
- le plateau des Andelys, séparé du reste du département par la Seine et qui forme un plateau presque enclavé par les deux vallées où coulent l'Epte à l'est et l'Andelle à l'ouest ;
- le plateau de Madrie, un plateau étroit, situé sur la rive gauche de la Seine et bordé par l'Eure jusqu'à son confluent qui vient du département des Yvelines ;
- un plateau appelé Campagne de Saint-André, entre l'Eure et l'Iton, qui comprend la plaine étendue de Saint-André et la portion du Perche qui dépend du département de l'Eure ;
- un plateau entre la Seine, l'Eure, l'Iton et la Risle qui est divisé en trois parties : 
- le Roumois, au nord ;
- le plateau du Neubourg au centre, séparé du Roumois par une succession de vallons qui courent entre Montfort et Elbeuf ;
- les forêts de Conches et de Breteuil au sud et une portion du territoire sur la rive droite de la Risle, considéré comme dépendant du pays d'Ouche.
- le pays d'Ouche, compris entre la Charentonne et la Risle.
- le plateau bocager du Lieuvin, à l'ouest, entre ces deux rivières, limité par les petites vallées dont les rivières descendent vers la Touques.

### Sol
Le sol du département, assis sur des masses calcaires et en quelques endroits siliceuses, a pour base une terre végétale avec sur certains plateaux une argile sableuse très fertile.

Les terres du Vexin et du Roumois sont d'excellente qualité, toutefois les meilleures sont celles comprises entre Bernay et Elbeuf, dans le Lieuvin et la plaine du Neubourg. La plaine de Saint-André-de-l'Eure est fertile également mais le pays d'Ouche est à peu près stérile. Les vallées, celle de la Seine en particulier, ont quelques riches terrains d'alluvions.

Il existe de la tourbe dans le Marais-Vernier.

## Ressources minérales
Le département comportait jadis un grand nombre de carrières.
Carrières de pierres situées à
- Caumont
- Vernon
- Louviers

Carrières de meulières
- Sainte-Colombe-près-Vernon
- Houlbec-Cocherel

Carrières de grès
- Forêt d'Évreux
- Broglie

Minerais de fer
- Pays d'Ouche

## Hydrologie
Une partie notable est occupée par la vallée de la Seine, dont le département fait partie presque intégrale du bassin versant (seule une petite rivière, la Calonne, dans le Pays d'Auge, va rejoindre la Touques).
Les autres rivières qui le sillonnent sont les affluents de la Seine :
- sur la rive droite :
  - l'Epte (frontière orientale de la Normandie)
  - l'Andelle

toutes deux venues du Pays de Bray, près de Forges-les-Eaux.
- sur la rive gauche :
  - l'Eure, qui y a reçu l'Avre et l'Iton
  - la Risle qui y a reçu la Charentonne.

Ces affluents et sous-affluents de rive gauche prennent tous leur source dans les collines du Perche.